# آنمی همولتیک اسپور سل
آنمی همولیتیک اسپور سل، نوعی از کم خونی همولتیک است که در نتیجهٔ نقص شدید عملکرد کبد یا سیروز حاصل می‌شود. بیماری‌های مزمن کبدی توانایی کبد برای استریتیفه کردن کلسترول را تحث تأثیر قرار می‌دهند، و در نتیجه منجر به اتصال کلسترول آزاد به غشاء سلول‌های قرمز می‌شوند، و ناحیهٔ سطحی آن را افزایش می‌دهند. این وضعیت همچنین منجر به ایجاد برجستگی‌های سخت و خاردار بر روی اریتروسیت‌ها می‌شوند که به این سلول‌ها آکانتوسیت می‌گویند.